# Weltmeisterschaften im Gewichtheben 1957
Die 33. Weltmeisterschaften im Gewichtheben fanden vom 08. bis zum 12. November 1957 in der iranischen Stadt Teheran statt. An den von der International Weightlifting Federation (IWF) im Dreikampf (beidarmiges Drücken, Reißen und Stoßen) ausgetragenen Wettkämpfen nahmen 76 Gewichtheber aus 21 Nationen teil.

## Medaillengewinner
| Disziplin           | Gold             | Silber               | Bronze           |
| ------------------- | ---------------- | -------------------- | ---------------- |
| Bantamgewicht       | Wladimir Stogow  | Ali Safa Sounboli    | Mahmoud Namdjou  |
| Federgewicht        | Jewgeni Minajew  | Sebastiano Mannironi | Isaac Berger     |
| Leichtgewicht       | Wiktor Buschujew | Iwan Abadschiew      | Jan Czepułkowski |
| Mittelgewicht       | Tamio Kono       | Fjodor Bogdanowski   | Jan Bochenek     |
| Leichtschwergewicht | Trofim Lomakin   | James George         | Jalal Mansouri   |
| Mittelschwergewicht | Arkadi Worobjew  | Mohammed Rahnavardi  | Firouz Pojhan    |
| Superschwergewicht  | Alexei Medwedew  | Humberto Selvetti    | Alberto Pigaiani |

## Medaillenspiegel
Die Platzierungen im Medaillenspiegel sind nach der Anzahl der gewonnenen Goldmedaillen sortiert, gefolgt von der Anzahl der Silber- und Bronzemedaillen (lexikographische Ordnung). Weisen zwei oder mehr Nationen eine identische Medaillenbilanz auf, werden sie alphabetisch geordnet auf dem gleichen Rang geführt.
| Rang | Nation             | Gold | Silber | Bronze | Gesamt |
| ---- | ------------------ | ---- | ------ | ------ | ------ |
| 1.   | Sowjetunion        | 6    | 1      | 0      | 7      |
| 2.   | Vereinigte Staaten | 1    | 1      | 1      | 3      |
| 3.   | Iran               | 0    | 2      | 3      | 5      |
| 4.   | Schweden           | 0    | 1      | 1      | 2      |
| 5.   | Bulgarien          | 0    | 1      | 0      | 1      |
| 5.   | Argentinien        | 0    | 1      | 0      | 1      |
| 7.   | Polen              | 0    | 0      | 2      | 2      |